# 알프레드 페니워스
알프레드 페니워스(Alfred Pennyworth)은 미국의 만화 《배트맨》에 등장하는 인물이다. 웨인가의 비서 및 집사로 묘사되고 있다. 계급은 소령.